# Мерзлі сушенці
Мерзлі сушенці (рос. мерзлые сушенцы, англ. coarse-fragmented rocks with small ice inclusions in pores; нім. grobklastische Gesteine n pl mit geringen Poreneiseinlagerungen) – відклади грубоуламкового складу, що містять незначну кількість порового льоду. Природні сушенцеві зони приурочені до місць залягання відкладів руслової фації алювію, до початку промерзання яких існували умови для видалення надлишку вільної ґрунтової вологи. Підготовка штучних сушенців у гірничій справі застосовується для забезпечення фронту розкривних робіт у морозну пору року. 